# جورجیو شیاوینی
جورجیو شیاوینی (انگلیسی: Giorgio Schiavini؛ زادهٔ ۲۹ اکتبر ۱۹۹۰) بازیکن فوتبال اهل ایتالیا است.
از باشگاه‌هایی که در آن بازی کرده‌است می‌توان به باشگاه فوتبال اینتر میلان و باشگاه فوتبال ساسولو اشاره کرد.